# Arief Salarbaks
Arief Salarbaks is een Surinaams dammer.

## Biografie
Begin jaren 2010 speelde Arief Salarbaks bij de junioren. Hij won het nationale kampioenschap van 2010, wat hem een deelnameplaats aan de WK Jeugd in Minsk in de Wit-Russische Socialistische Sovjetrepubliek opleverde. Tijdens het Surinaams Kampioenschap Dammen voor senioren van 2013 werden hij en Gerson Bendt gedeelde winnaars. In 2018 behaalde hij brons tijdens dit kampioenschap, wat hem een plaatsing tijdens de Pan-Amerikaans Kampioenschap in Willemstad, Curaçao, opleverde. Daar behaalde hij de 4e plaats. In 2021 werd hij eerste tijdens het nationale toernooi sneldammen; zijn broer Niaaz Salarbaks werd tweede.
Salarbaks is sinds 2015 drager van de eretitel Federatiemeester (MF).

## Palmares
Hij speelde tijdens de volgende internationale kampioenschappen of bereikte bij de andere wedstrijden de eerste drie plaatsen:
| Jaar | plaats | kampioenschap                                       |
| ---- | ------ | --------------------------------------------------- |
| 1988 | 19e    | Wereldkampioenschap, Paramaribo, Suriname           |
| 2010 | Brons  | Surinaams Juniorkampioenschap                       |
| 2011 | 24e    | Wereldkampioenschappen Junioren, Minsk, Wit-Rusland |
| 2013 | Goud   | Surinaams Kampioenschap                             |
| 2013 | Brons  | Srefidensi Open                                     |
| 2017 | Brons  | Raj Nairain Srefidensi Open                         |
| 2018 | Brons  | Surinaams Kampioenschap                             |
| 2018 | 4e     | Pan-Amerikaans Kampioenschap, Willemstad, Curaçao   |
| 2018 | 6e     | Curaçao Open Challenge                              |
| 2019 | 15e    | Curaçao Open Challenge                              |
| 2021 | Goud   | Surinaams Kampioenschap sneldammen                  |
| 2023 | Brons  | Surinaams Kampioenschap                             |